# Dynamex A
Dynamex A – szwedzki plastyczny materiał wybuchowy przeznaczony do robót strzałowych pod wodą. Przy gęstości 1,49 kg/dm³ posiada prędkość detonacji równą 7400 m/s.